# 布莱特·加德纳
布瑞特·麥可·加德纳（英語：Brett Michael Gardner，1983年8月24日—）出生於美國南卡羅來納州的Holly Hill。為前美國職棒大聯盟的外野手，生涯皆效力於紐約洋基。

## 職業生涯
2008年球季
- 2008年6月30日從小聯盟升上大聯盟[1]。
- 2008年7月26日由於打擊表現不佳，在球隊從匹茲堡海盜隊交易來賽維爾·奈迪(Xavier Nady)後，被下放至小聯盟。
- 2008年8月16日再度被叫上大聯盟。

2009年球季
- 春訓期間由於Gardner表現優異，而取代梅基·卡布瑞拉(Melky Cabrera)成為球隊的先發中外野手[2]。
- 5月14日，在多倫多藍鳥隊的主場，打出在大聯盟生涯的第1發全壘打。
- 5月16日在洋基主場，打出在大聯盟生涯的第1發場內全壘打。
- 6月26日由於手指骨折，而進入傷兵名單。
- 8月14日在洋基主場面對洛杉磯天使隊，於第8局代替在二壘上的馬克·塔克薛拉(Mark Teixeira)跑壘，之後在松井秀喜打擊時發動盜壘，結果造成天使隊捕手麥克·拿坡里(Mike Napoli)傳球失誤，而利用這個失誤從三壘跑回本壘，幫助球隊跑回致勝分。

2010年球季
- Gardner今年成績5支全壘打47分打點、97分得分，47次盜壘數與卡爾·克勞福(Carl Crawford)並列第3，在7月4日面對藍鳥隊打出一支滿貫全壘打，也讓洋基隊最終以11：3大勝藍鳥隊，也拿下2勝1敗的系列賽勝利。
- Gardner由於在2010年防守表現優異，整季只有一次失誤，獲得了防守聖經獎（由十位專家投票所選，挑出該年9位在防守位置上表現優異的選手與以肯定，由於該獎項是不分聯盟的榮耀、讓其競爭強度高於金手套獎）[3]。
- Gardner首度榮獲職業棒球大聯盟校友會MLBPAA Yankees Heart and Hustle Award 獎（這個受人尊敬的獎項表彰對棒球比賽的激情，並且體現遊戲的價值觀，精神和傳統的積極選手。由大聯盟前球員投票的唯一獎項）

2011年球季
- Gardner今年有生涯新高的7支全壘打、36分打點、87分得分，並以目前生涯最多的49次盜壘拿下該年美聯盜壘王。

2012年球季
- Gardner於04月18日主場對雙城隊，在3局上守備時一個滑接將可能丟分的攻勢瓦解，但卻因為這一滑導致右手肘挫傷與肌肉拉傷，進入了60天傷兵名單，並於7月27日進行外科手術治療。
- 9月26日，原本因受傷而以為整季報銷的Gardner，突然被叫上了大聯盟，但由於鈴木一朗已穩占先發外野手的位置，只能退居後補。
- Gardner本季受到傷勢及鈴木一朗加盟洋基隊的影響，今年季賽只出賽16場，先發9場，盜壘成功數也只有2次，季後賽的打擊成績更是令人失望。不過他今年季賽高達3成23的打擊率及廣大的守備範圍仍值得受人肯定。

2013年球季

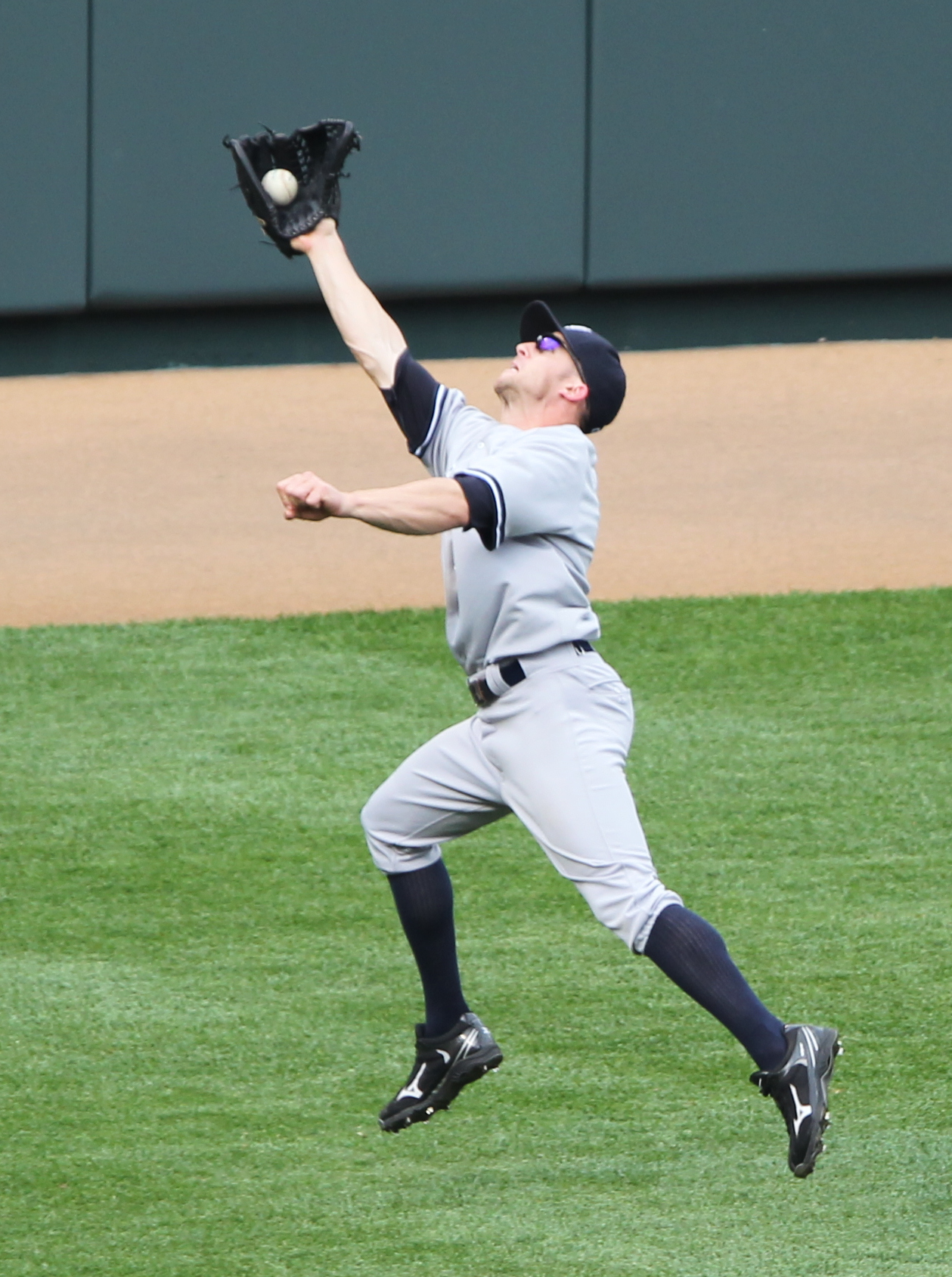
Gardner的速度飛快，因此在外野有很大的守備範圍。

- 今年Gardner在春訓期間，打擊、守備成績皆優異，再加上原本的先發中外野手柯提斯·古蘭德森（Curtis Granderson）在春訓的第一場比賽就因觸身球受傷而進入傷兵名單及前天使隊外野手佛能·威爾斯(Vernon Wells)的加盟，因而由先發左外野手暫時轉任先發中外野手。
- 4月14日洋基隊在主場迎戰金鶯隊的系列戰第3場比賽，Gardner在五局下半從左投陳偉殷的手中擊出了右外野方向打中全壘打標竿頂端的超大號的兩分砲。這是Gardner本季的第2發全壘打，不但使洋基隊終場以3比0擊敗金鶯隊，也使陳偉殷吞下本季的第2敗。
- 6月10日獲頒單週美聯最佳球員。
- 8月9日在洋基主場面對老虎隊系列戰的第一戰，由於洋基隊終結者馬里安諾·李維拉(Mariano Rivera)繼8月7日在客場面對芝加哥白襪隊一役後再次救援失敗，洋基隊必須與老虎隊打進9局下半。而在9局下滿壘的情況下，Gardner擊出了一支再見安打，這是他本季第一支再見安打，也幫助洋基隊以5:4擊敗老虎隊，並終止了老虎隊的12連勝。
- 8月11日面對老虎隊系列賽的第三戰，因為洋基隊終結者馬里安諾·李維拉(Mariano Rivera)連續三次救援失敗，使得原本4:2領先的洋基隊又必須與老虎隊打進9局下半。在兩出局後Gardner上場打擊，在一壞球之後擊出了本季第8轟、生涯首支的再見全壘打，不但打破了他在2011年單季7轟的紀錄，而且在3天內兩度當了贏球的大功臣，也幫助洋基隊在這系列賽以2:1戰勝老虎隊。
- 再度榮獲職業棒球大聯盟校友會（MLBPAA） Yankees Heart and Hustle Award獎。

2014年球季
- 洋基和Gardner簽下4年5200萬的合約，加上第五年的球隊選擇權。
- 5月12日Gardner在地鐵大戰面對紐約大都會隊第一場比賽第二局下半兩出局滿壘時打擊，面對先發投手巴特羅·柯隆（Bartolo Colon）打第一球便飛出右外野全壘打牆外形成滿貫砲。這是洋基隊本季第一支滿貫砲，同時Gardner也成為洋基隊擊出本季第一轟和第一支大滿貫的選手。
- 8月4日獲頒美聯單週最佳球員。
- 不擅長程砲火，卻在今年展現鋼砲威力，共擊出17支全壘打，為當前生涯全壘打最多一年。其中，個人第17轟在美國時間9月21號擊出，這同時也是洋基隊隊史打者第15,000轟，苦主是藍鳥隊投手Drew Hutchison。該場賽事洋基以5:2獲勝。
- 榮獲職業棒球大聯盟校友會MLBPAA Yankees Heart and Hustle Award獎。

2015年球季
- 6月29日獲頒單週美聯最佳球員。
- 達成生涯200次盜壘里程碑。
- 由於皇家外野手Alex Gordon受傷，因而使參與最終投票的加德納，獲得生涯首度身披明星隊戰袍的機會。
- 連續三年獲頒職業棒球大聯盟校友會MLBPAA Yankees Heart and Hustle Award獎，亦是生涯第四度獲得該獎。

2016年球季
- 8月21日洋基客場迎戰洛杉磯天使隊，7局下眼見C.J. Cron大棒一揮，卻被加德納坐上全壘打牆美技接殺，沒收一支全壘打。
- 9月7日洋基主場對上藍鳥隊，9局上藍鳥滿壘Justin Smoak擊出左外野深遠飛球，眼見可能是支長打安打，加德納退到全壘打牆前躍起，落地後看球進手套興奮的跳起來，演出再見接殺，終場洋基7:6險勝藍鳥，躍起一幕也成加德納經典。
- 加德納也終於在今年獲得美聯金手套獎肯定，亦是繼2000年伯尼·威廉斯之後首位獲得金手套獎的洋基野手。
- 加德納也獲頒威爾森防守獎（以公式算出各位置上的最佳防守球員），獲得年度最佳左外野手殊榮，加上生涯已擁有大聯盟權威防守聖經獎，守備可說是備受肯定。
- 今年同時入圍大聯盟克萊門特(Roberto Clemente)獎。

## 技術特點
- Gardner由於速度飛快，有盜壘能力，在壘上能帶給投手壓力，選球能力很好，常與投手進行纏鬥，因此經常得到四壞球保送，且機動力強，外野守備範圍更是寬廣，因此非常適合擔任開路先鋒。
- Gardner與鈴木一朗、卡爾·克勞福（Carl Crawford）、阿斯廷·傑克森(Austin Jackson)和胡安·派爾耶(Juan Pierre)，曾被譽為大聯盟速度最快的選手，因為他們以腳程飛快、多次盜壘成功而得名。

## 生涯成績
| 年度 | 球隊   | 出賽  | 打數  | 打點 | 得分 | 安打  | 二壘打 | 三壘打 | 全壘打 | 四死 | 三振 | 盜壘 | 打擊率 | 上壘率 | 長打率 | 攻擊指數 |
| 2008 | 洋基隊 | 42    | 127   | 16   | 18   | 29    | 5      | 2      | 0      | 8    | 30   | 13   | .228   | .283   | .299   | .582     |
| 2009 | 洋基隊 | 108   | 248   | 23   | 48   | 67    | 6      | 6      | 3      | 26   | 40   | 26   | .270   | .345   | .379   | .724     |
| 2010 | 洋基隊 | 150   | 477   | 47   | 97   | 132   | 20     | 7      | 5      | 79   | 101  | 47   | .277   | .383   | .379   | .762     |
| 2011 | 洋基隊 | 159   | 510   | 36   | 87   | 132   | 19     | 8      | 7      | 60   | 93   | 49   | .259   | .345   | .369   | .713     |
| 2012 | 洋基隊 | 16    | 31    | 3    | 7    | 10    | 2      | 0      | 0      | 5    | 7    | 2    | .323   | .417   | .387   | .804     |
| 2013 | 洋基隊 | 145   | 539   | 52   | 81   | 147   | 33     | 10     | 8      | 52   | 127  | 24   | .273   | .344   | .416   | .759     |
| 2014 | 洋基隊 | 148   | 555   | 58   | 87   | 142   | 25     | 8      | 17     | 56   | 134  | 21   | .256   | .327   | .422   | .749     |
| 2015 | 洋基隊 | 151   | 571   | 66   | 94   | 148   | 26     | 3      | 16     | 68   | 135  | 20   | .259   | .343   | .399   | .742     |
| 2016 | 洋基隊 | 148   | 547   | 41   | 80   | 143   | 22     | 6      | 7      | 70   | 106  | 16   | .261   | .351   | .362   | .713     |
| 2017 | 洋基隊 | 151   | 594   | 63   | 96   | 157   | 26     | 4      | 21     | 72   | 122  | 23   | .264   | .350   | .428   | .778     |
| 合計 | 10年   | 1,218 | 4,199 | 405  | 695  | 1,107 | 184    | 54     | 84     | 496  | 895  | 241  | .264   | .347   | .393   | .740     |

## 個人生活
- 2009年11月19日，Gardner的太太 Jessica 生下一個男孩 Hunter Gardner[4]，爾後又生下一兒子Miller Gardner，他有一位哥哥及爸爸 Jerry Gardner （页面存档备份，存于），球員時代待在費城費城人的小聯盟[5]。

## 外部連結
- 球員資訊和成績在MLB ，ESPN ，Retrosheet ，Baseball Reference ，Baseball Reference (Minors) ，Fangraphs ，The Baseball Cube （英文）
- Prospect Profile
- Profile 12/29/06 （页面存档备份，存于）
- "Gardner makes fast impression in camp; Prospect pleases teammates, rattles pitchers with speed," 3/1/07 （页面存档备份，存于）
- "Gardner Promoted To AAA Scranton-Wilkes/Barre," 7/12/07 （页面存档备份，存于）
- "Gardner one step away from a dream," 7/21/07 （页面存档备份，存于）
- 布莱特·加德纳在台灣棒球維基館上的頁面（繁體中文）